# پرواز به ریو
پرواز به ریو (انگلیسی: Flying Down to Rio) یک فیلم در ژانر کمدی رمانتیک و موزیکال به کارگردانی ثورنتون فریلند است که در سال ۱۹۳۳ منتشر شد. در این فیلم برای اولین بار فرد آستر و جینجر راجرز با هم همبازی شدند، با این‌حال اولین نام‌ها روی پوستر ستارگان این فیلم دولورس دل ریو و جین ریموند بودند. با اینکه فرانکلین پاننگبورن و اریک بلور هم در این فیلم بازی کردند، همهٔ ترانه‌های آن توسط وینسنت یومانس و ادوارد الیسکو نوشته شد و ماکس اشتاینر هم کار کارگردانی موسیقی را بر عهده داشت. این فیلم تنها فیلمی است که در آن نام راجرز در پوستر بالاتر از نام رقصندهٔ معروف تئاتر برادوی آستر آمده‌است.
این فیلم سیاه و سفید بود ولی بعدها به وسیلهٔ کامپیوتر نسخه‌ای رنگی نیز از آن ارائه شد.
دولورس دل ریو در این فیلم اولین بازیگر معروفی بود که بر صفحهٔ سینما با بیکینی حاضر شد.

## بازیگران
- جین ریموند
- دولورس دل ریو
- فرد آستر
- جینجر راجرز
- روی دارسی
- اریک بلور
- هائو هولین
- بلانکه فریدریچی
- دان بری
- جینو کورادو
- لوسیل براون
- لوئیس آلبرنی
- موویتا کاستاندا
- رجینالد بارلو
- پل پورکازی
- هری بوون
- موریس بلک